# 國井有
國井 有（くにい ゆう、1977年11月21日 - ）は、山形県鶴岡市出身の日本の俳優である。血液型B型。身長170cm、体重65kg。特技は柔道(初段)。

## 略歴
鶴商学園高等学校（現鶴岡東高等学校）卒業後、桐朋学園芸術短期大学で演劇を専攻し俳優の道に進んだ。文学座付属演劇研究所の卒業生。これまでミュージカル「レ・ミゼラブル」などの舞台に出演したほか、テレビドラマ「鉄道捜査官シリーズ」「西村京太郎トラベルミステリー」にも出演するなど、ミュージカルやドラマを中心に活躍している。

## 芸歴

### 舞台
- ロミオとジュリエット（演出：蜷川幸雄）
- ブルーストッキングの女たち（演出：木村光一）
- A・R ― 芥川龍之介素描（演出：如月小春）
- レ・ミゼラブル（演出：ジョン・ケアード） - モンパルナス 役

### テレビドラマ
- 土曜ワイド劇場 鉄道捜査官（2006年5月13日 テレビ朝日系列 村川透監督 沢口靖子主演） - 刑事 役
- 土曜ワイド劇場 西村京太郎トラベルミステリー47 五能線の女（2006年12月16日 テレビ朝日系列 村川透監督 高橋英樹主演） - 青木刑事 役
- ゾウのはな子（2007年8月4日フジテレビ系列 反町隆史主演） - 飼育係 役
- 土曜ワイド劇場 鉄道捜査官（2007年9月29日 テレビ朝日系列 沢口靖子主演） - 会社員 役

### 映画
- 山形スクリーム（2009年公開 竹中直人監督） - 方言指導、農民 役